# Інтендантство Чилое
Інтендантство Чилое (ісп. Intendencia de Chiloé) — адміністративна військово-політична одиниця в складі генерал-капітанства Чилі віцекоролівства Перу Іспанської імперії. Назва походить від архіпелагу Чилое, на якому знаходився центр інтендантства — місто Сан-Карлос-де-Чилое (сучасний Анкуд).

## Історія
Утворене указом короля Карла III 1784 року. Цьому передували конфлікт між адміністрацією губернаторства Чилое (зокрема, губернатором Антоніо Мартінесом-і-Ла Еспада) та кабільдо (органом, що керував муніципалітетом) міста Кастро, скаргами останнього до адміністрації віцекоролівства в Лімі. Інтендантом був призначений Франсіско Уртадо дель Піно. За його сприяння було домовлено та розпочато будівництво Королівської дороги — сухопутного шляху, який мав з'єднати острів Чилое з континентальним Чилі (губернаторством Вальдивія). Проте через інші проблеми, які інтендант вирішував невдало, указом короля Карла IV інтендантство було ліквідоване та заново перетворене у губернаторство.